# Mönsterås samrealskola
Mönsterås samrealskola var en realskola i Mönsterås verksam från 1912 till 1967.

## Historia
Skolan föregicks av en pedagogi som fanns till 1 juli 1893. Den följdes av en samskola som startade 1899. Denna ombildades 1912 till en kommunal mellanskola. 
Denna ombildades från 1928 successivt till Mönsterås samrealskola. 
Realexamen gavs från 1913 till 1967.